# NGC 5802
NGC 5802 ist eine Linsenförmige Galaxie vom Hubble-Typ S0 im Sternbild Waage auf der Ekliptik. Sie ist rund 350 Millionen Lichtjahre von der Milchstraße entfernt und hat einen Durchmesser von etwa 130.000 Lichtjahren. Sie bildet gemeinsam mit NGC 5801 und NGC 5803 ein wechselwirkendes Trio.
Entdeckt wurde das Objekt am 10. Juni 1885 von Francis Leavenworth.